# 2001 QW322
2001 QW322 – układ podwójny planetoid cubewano w Pasie Kuipera.
Planetoidy zostały odkryte w sierpniu 2001 roku. Obie mają podobną średnicę wynoszącą ok. 126 – 128 km. Planetoidy oddalone są od siebie o ok. 204 tys. kilometrów i krążą wokół wspólnego środka masy z niewielką prędkością ok. 3 km/h, z okresem ok. 17 lat.
Inne znane obiekty podwójne tego typu oddalone są od siebie o najwyżej 10 tys. kilometrów. Biorąc pod uwagę niewielkie rozmiary planetoid, ich wzajemne oddziaływanie grawitacyjne jest bardzo słabe i nawet stosunkowo niewielki obiekt przelatujący w ich pobliżu może rozbić ten układ planetoid.